# Sienito nefelínico
Sienito nefelínico (também nefelina sienito) é uma rocha plutônica de composição félsica que é constituída principalmente por feldspato alcalino, nefelina, clinopiroxênio (±), anfibólio (±) e biotita (±). É classificado com uma rocha alcalina típica conforme suas composições química e mineralógica (Sørensen, 1974). Esta rocha forma corpos intrusivos. É uma importante matéria-prima de rocha ornamental.

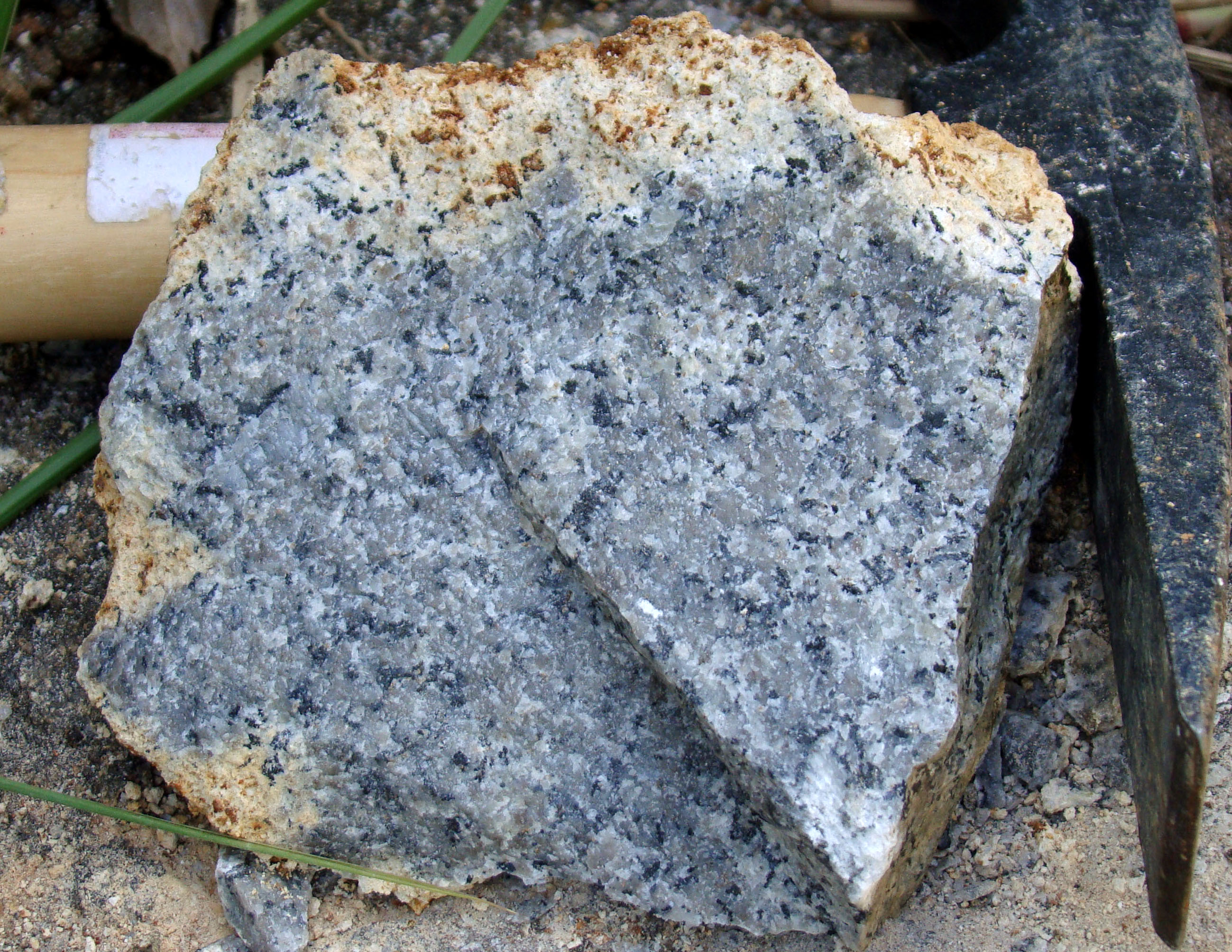
Sienito nefelínico de Complexo Intrusivo de Tanguá, Estado do Rio de Janeiro, Brasil, segundo Motoki et al. (2011a)

## Aspectos macroscópicos
Aspectos macroscópicos de sienito nefelínico são similares àqueles do granito. A presença de nefelina e a ausência de quartzo são a diferença fundamental. Biotita é geralmente pouca e os minerais máficos principais são clinopiroxênio (±) e anfibólio (±). A cor macroscópica é cinza, sendo pouco mais escura do que o granito.

## Textura
A rocha é holocristalina, geralmente equigranular, equidirecional e grossa com granulometria geral de 2 mm a 5 mm. Em certos casos raros, a rocha contém fenocristais de feldspato alcalino de 2 cm a 5 cm de comprimento e 5 mm a 2 cm de espessura. Os fenocristais são orientados e apresentam eventualmente textura cumulática. Existe, porém muito raramente, a rocha metamórfica de alto grau originada de sienito nefelínico que é caracterizada pela textura do gnaisse. Essa é chamada de nefelina sienito gnaisse ou litchfieldito. Um exemplo é encontrado na Vila Canaã, Estado do Rio de Janeiro, Brasil.

## Composição mineralógica
Os minerais principais são feldspato alcalino, nefelina, clinopiroxênio (±), anfibólio  (±) e biotita (±). Nefelina é o principal feldspatóide. Não há quartzo e ortopiroxênio. De acordo com a nomenclatura de classificação da IUGS (International Union of Geological Sciences, Streckeisen, 1978), o sienito nefelínico tem 10%<F/(F+A+P)<60% e P/(A+P)<10% (F - feldspatóides; A - feldspato alcalino; P - plagioclásio. Proporção volumétrica). Fonolito é a rocha de granulometria fina do mesmo clã. Existe, porém raramente, a rocha que contém pseudoleucita e, é chamada de pseudoleucita nefelina sienito. Caso nefelina é menos de 10%, a rocha é chamada de álcali sienito com nefelina ou pulaskito. A rocha similar sem quartzo e nefelina é denominada sienito alcalino ou sienito. Devido à presença de feldspatóides, o sienito nefelínico é classificado como uma típica rocha alcalina.
O feldspato alcalino não é potássico, mas geralmente sódico-potássico caracterizado por pertita complexamente entrelaçada, denominado anortoclásio. Podem-se observar domínios constituídos de albita quase pura. A nefelina geralmente apresenta alteração parcial em natrolita e cancrinita. O clinopiroxênio é sódico cuja composição varia de hedenbergita a egirina-augita. Este mineral apresenta eventualmente textura de refusão. A borda de reação composta de anfibólio e/ou biotita é comumente observada. O anfibólio é de alto álcali, tais como hornblenda alcalina, barquevicita e riebeckita. Os clinopiroxênios e anfibólios alcalinos são característicos de rochas alcalinas típicas. Biotita é annita com alta taxa de Fe/Mg. 
Os minerais acessórios são magnetita, ilmenita, apatita e titanita. Observa-se eventualmente sodalita ao longo das fraturas hidrotermais. Ao contrário do granito, o zircão é raro e, quando ocorre esse é xenocristal. Por outro lado, o gnaisse de sienito nefelínico contém abundantes grãos grandes de zircão.

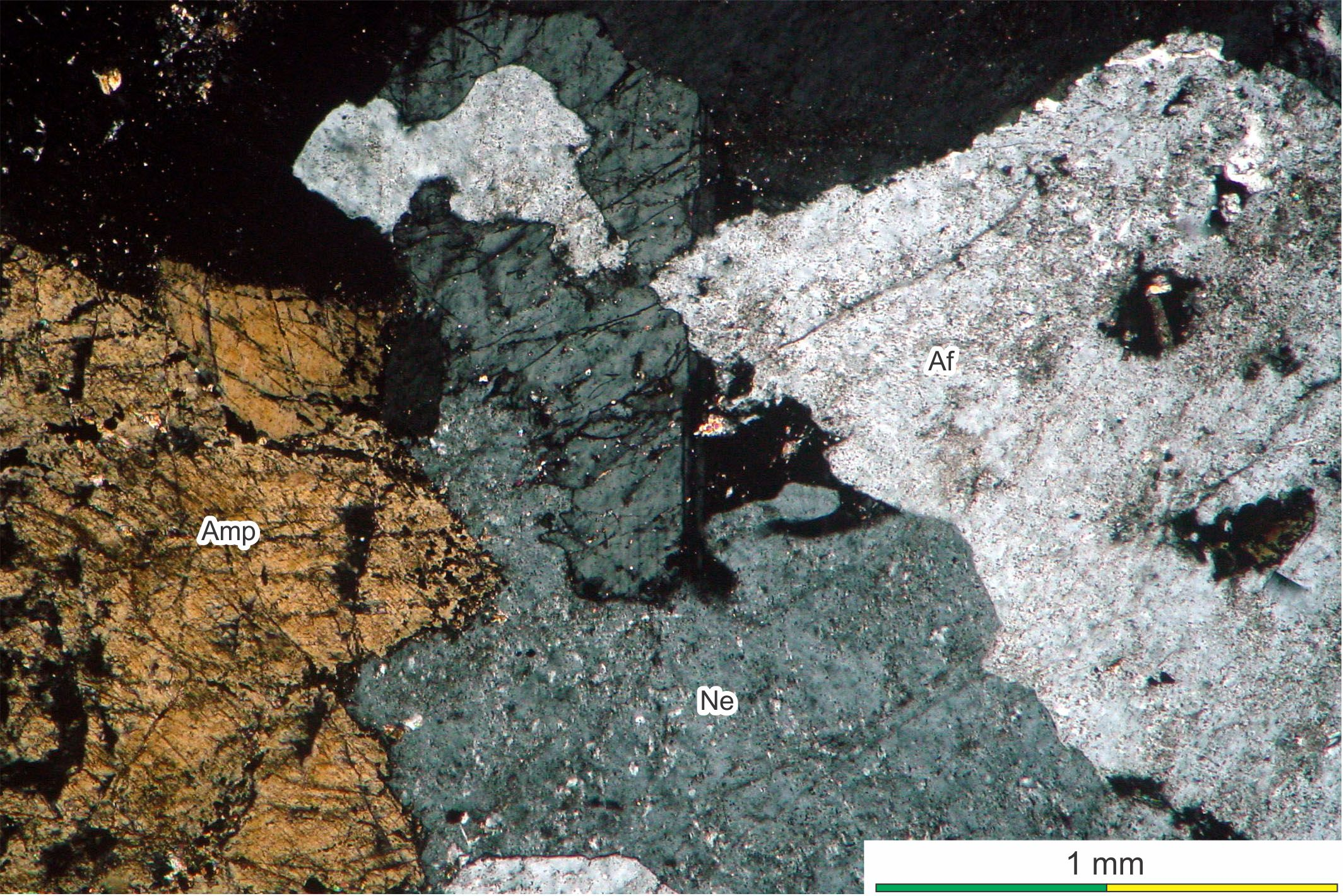
Lâmina delgada de nefelina sienito do Complexo Intrusivo de Tanguá, Estado do Rio de Janeiro, Brasil (Motoki et al., 2011a)

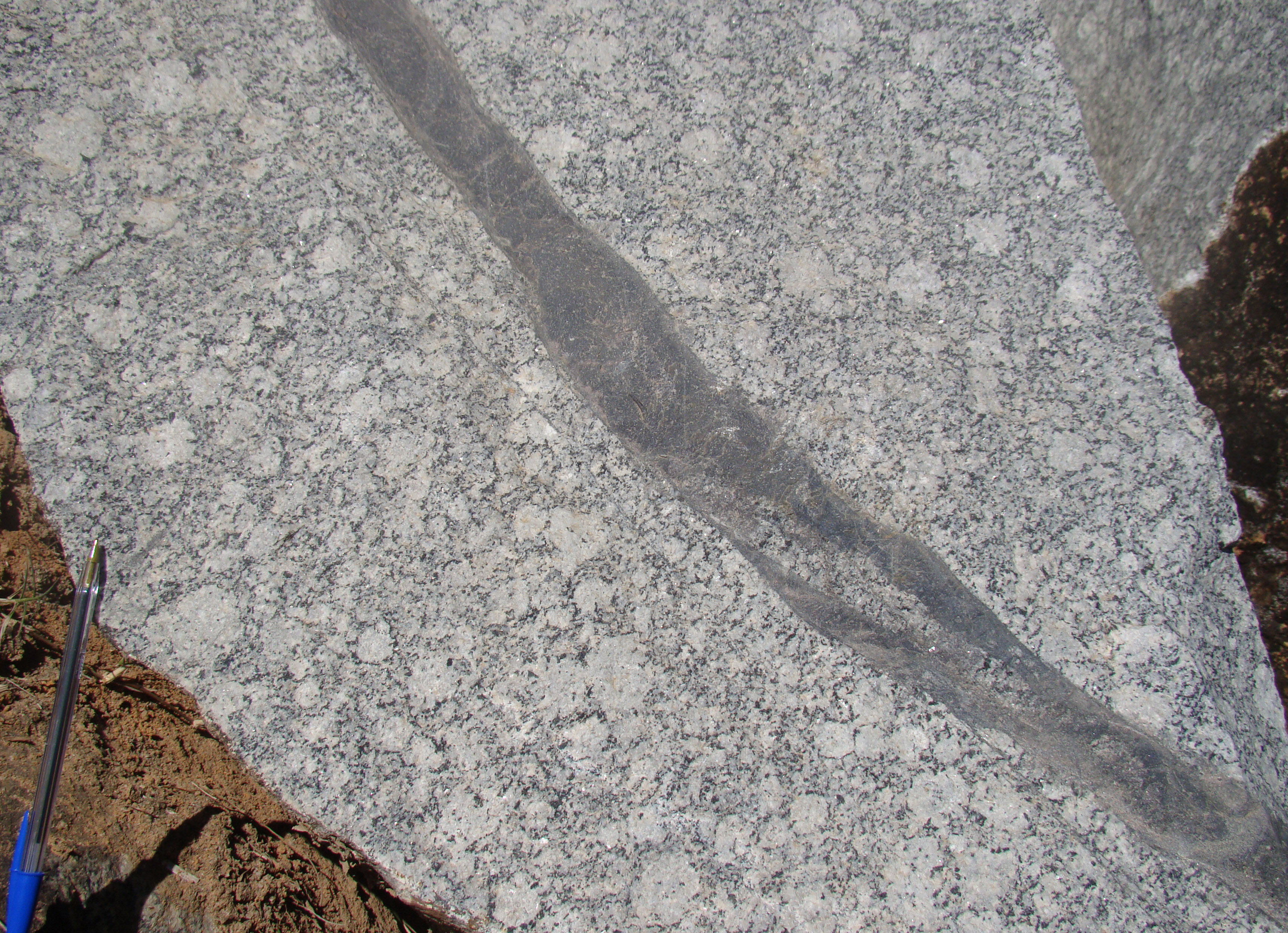
Sienito nefelínico com pseudoleucita do Complexo Intrusivo de Morro de São João, Estado do Rio de Janeiro, Brasil (Motoki et al., 2011b)

O sienito nefelínico é caracterizado por altas taxas de (Na2O+K2O)/SiO2 e (Na2O+K2O)/Al2O3, que são representadas respectivamente por existência de nefelina e minerais máficos alcalinos. Desta forma, é classificado geoquimicamente como uma rocha alcalina. Esta rocha tem baixo teor de ferro e magnésio, cerca de 3% em total, e portanto, é classificada como uma rocha félsica. Entretanto, o teor de sílica não é muito alto, sendo 53% a 62%, o que é equivalente a andesito e diorito. Neste sentido, essa corresponde a rocha intermédiaria. Elementos terras raras leves são altamente concentrados, indicando que o magma é altamente diferenciada.